# Myotis fortidens
Myotis fortidens är en fladdermusart som beskrevs av Miller och Allen 1928. Myotis fortidens ingår i släktet Myotis och familjen läderlappar. Inga underarter finns listade i Catalogue of Life. Wilson & Reeder (2005) skiljer mellan två underarter.
Arten blir 47 till 63 mm lång (huvud och bål), har en 30 till 43 mm lång svans och väger 5 till 8 g. Underarmarna är 35 till 40 mm långa, bakfötterna är 7 till 10 mm långa och öronen är 13 till 15 mm stora. Den lite ulliga pälsen på ovansidan bildas av 5 till 7 mm långa hår. De är gul-orange till kanelfärgad. På undersidan är håren svarta nära roten och vita vid spetsen vad som ger en krämfärgad päls. Myotis fortidens har en svart flygmembran och några hår vid kanten av svansflyghuden. Arten har i motsats till andra släktmedlemmar bara en mindre premolar per sida i käkarna. Andra gulaktiga arter av släktet Myotis lever i bergstrakter.
Denna fladdermus förekommer i västra och södra Mexiko samt i Guatemala. Arten lever i torra eller i delvis lövfällande skogar, ofta nära havet.
Myotis fortidens vilar i trädens håligheter, under halmtak och under stora sammanrullade blad. I sällsynta fall sover arten i grottor, i tunnlar eller i vägtrummor. Individerna bildar mindre flockar och håller lite avstånd från varandra vid sovplatsen. Fladdermusen flyger vanligen 2 till 4 meter över marken och jagar troligen insekter. Enligt ett fåtal iakttagelser föds ungarna under våren (maj).
För beståndet är inga hot kända. Hela populationen bedöms som stor och i utbredningsområdet finns flera skyddszoner. IUCN kategoriserar arten globalt som livskraftig.